# Alessandro Florenzi
Alessandro Florenzi (Roma, 11 marzo 1991) è un calciatore italiano, centrocampista o difensore svincolato. Con la nazionale italiana è stato campione d'Europa nel 2021.

## Biografia
Originario della frazione di Vitinia. È sposato dal 2015 con Ilenia Atzori, è padre di due figlie.
Nel 2014 ha preso parte come protagonista a una mini-webserie realizzata dal collettivo comico italiano The Pills per PlayStation Italia. Nel 2018 è inoltre tra i doppiatori italiani del film d'animazione I primitivi.
Dal 2016 è ambasciatore della Fondazione Telethon.

## Caratteristiche tecniche
È un giocatore molto duttile, che fa della velocità e degli inserimenti le sue doti migliori. Tra settore giovanile e prima squadra ha ricoperto tutti i ruoli del centrocampo a tre e a quattro. Nel Crotone, in Serie B, è stato spesso impiegato come trequartista, mentre nelle stagioni alla Roma nel ruolo di terzino destro, anche se l'allenatore Rudi Garcia inizialmente lo ha utilizzato nel ruolo di esterno destro d'attacco. È dotato di resistenza fisica e determinazione.

## Carriera

### Club

#### Esordi e prestito al Crotone
Formatosi presso il settore giovanile della Roma, nella stagione 2010-2011 è capitano della formazione Primavera, che guida alla conquista del campionato di categoria. Fa il suo debutto tra i professionisti il 22 maggio 2011, a 20 anni, subentrando a Francesco Totti nella partita di Serie A vinta (3-1) contro la Sampdoria.
Il 26 luglio 2011 viene ceduto in prestito annuale al Crotone, in Serie B, con opzione di riscatto su metà cartellino. Esordisce con i calabresi il 27 agosto sguente, in occasione della gara di campionato persa contro il Livorno (1-2), nella quale realizza anche la sua prima marcatura da professionista. Il 31 marzo 2012 mette invece a referto la sua prima doppietta in carriera, che decide il match contro il Padova (1-2). Forte di un bottino finale di 11 reti in 37 presenze, al termine dell'annata viene riscattato dai rossoblù.

#### Ritorno alla Roma

##### 2012-2016: l’affermazione

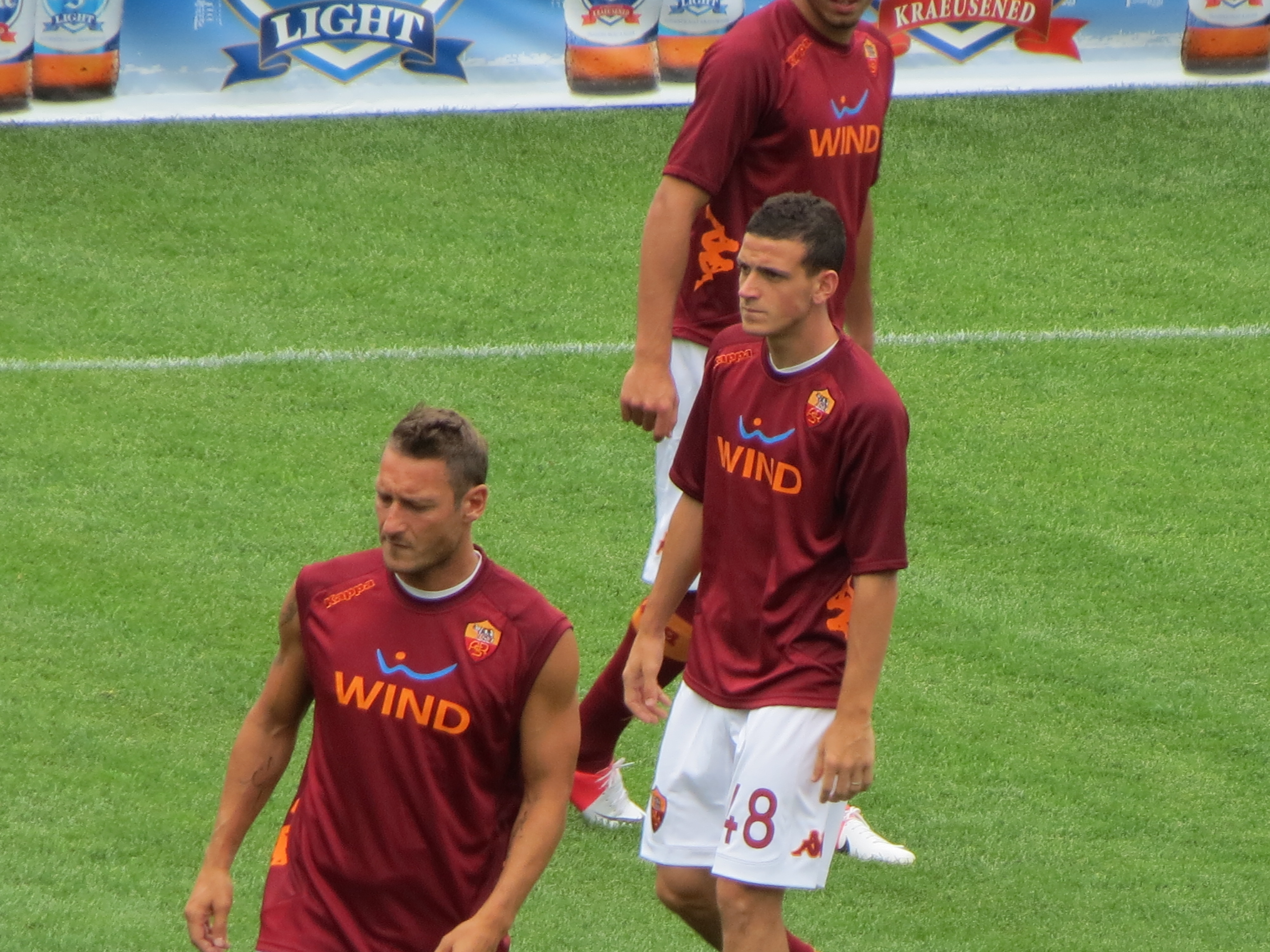
Florenzi (al centro) in allenamento con la Roma nel precampionato 2012-2013

Il 6 luglio 2012 la Roma esercita l'opzione di controriscatto su Florenzi, ripristinando la proprietà integrale sul calciatore. Realizza il suo primo centro in giallorosso il 2 settembre 2012, contribuendo al successo di campionato sull'Inter. Il 23 gennaio 2013 va invece a segno per la prima volta in Coppa Italia, nuovamente contro l'Inter (2-1).
Confermato sotto la guida tecnica di Rudi Garcia, che lo schiera frequentemente come esterno destro d'attacco, il 31 ottobre 2013 è assist-man nel match contro il Chievo (1-0), che si traduce per la Roma nel primato assoluto di maggior numero di vittorie consecutive in un'edizione in Serie A a partire dalla prima giornata (10).
Il 17 settembre 2014 ottiene la sua prima presenza nelle competizioni internazionali, in occasione della gara di UEFA Champions League vinta contro il CSKA Mosca (5-1), nel corso della quale propizia peraltro l'autorete di Sergej Ignaševič. A partire dall'annata 2014-2015, inoltre, Florenzi viene spesso impiegato come terzino destro, complici gli infortuni dei colleghi di reparto.

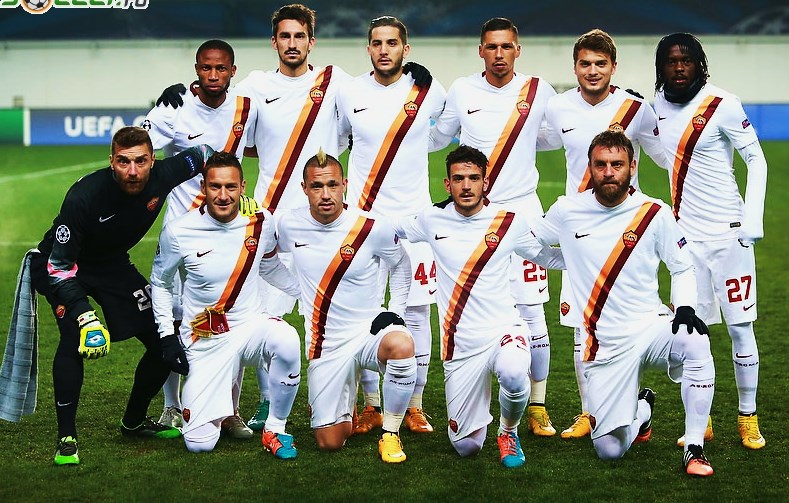
Florenzi (accosciato, secondo da destra) in una formazione romanista della stagione 2014-2015

Il 16 settembre 2015 va per la prima volta a rete in Champions League, contro il Barcellona (1-1), realizzando un potente pallonetto a 55 metri di distanza dallo specchio della porta; la marcatura gli vale la nomina a finalista dell'annuale edizione del FIFA Puskás Award, poi vinto da Wendell Lira. Il 28 ottobre 2015, in occasione del match di campionato contro l'Udinese (3-1), è per la prima volta in carriera capitano designato della Magica; torna ad esserlo il 3 aprile 2016, al derby di campionato vinto contro la Lazio (1-4), nel quale realizza la sua prima marcatura di sempre nella stracittadina romana.

##### 2016-2020: l’infortunio e la fascia di capitano
Il 26 ottobre 2016, nel corso della gara di Serie A vinta contro il Sassuolo (1-3), rimedia la rottura del legamento crociato anteriore sinistro. Il 17 febbraio 2017, in fase di recupero dall'infortunio, riporta una seconda rottura del medesimo legamento durante una seduta di allenamento con la formazione Primavera della Roma, concludendo anzitempo la stagione.
A partire dalla stagione 2017-2018, dopo il ritiro di Totti, diventa il vice-capitano della Lupa. Torna in campo il 16 settembre 2017, contro il Verona (3-0), coronando il rientro con un assist per Edin Džeko; torna invece al gol il 1º ottobre successivo, contro il Milan (0-2). .
Nella stagione successiva si conferma come titolare, e il 26 maggio 2019, al termine della gara casalinga di campionato vinta contro il Parma (2-1), riceve in consegna la fascia di capitano dal compagno Daniele De Rossi. L'investitura è inizialmente confermata dal nuovo allenatore giallorosso, Paulo Fonseca; ciononostante, il calciatore è raramente impiegato dal tecnico lusitano nel primo semestre della stagione 2019-2020.

#### Prestiti a Valencia e PSG
Il 30 gennaio 2020 viene ceduto in prestito al Valencia. Debutta con i bianconeri due giorni più tardi, nel match di Primera División vinto contro il Celta Vigo (1-0).
Di rientro nella capitale, l'11 settembre 2020 viene ceduto in prestito con diritto di riscatto al Paris Saint-Germain. Il 16 settembre seguente fa il suo debutto in Ligue 1, nel match casalingo perso contro l'Olympique Marsiglia (0-1). Va per la prima volta a segno con i parigini il 2 ottobre 2020, in occasione del roboante successo di campionato contro l'Angers (6-1). Il 13 gennaio 2021 è titolare nella gara di Supercoppa francese contro il Marsiglia (2-1), che vale a Florenzi il suo primo trofeo da professionista. Il 19 maggio successivo si fregia quindi della conquista della Coppa di Francia. Al termine della stagione non viene riscattato dai transalpini nonostante le buone prestazioni.

#### Milan

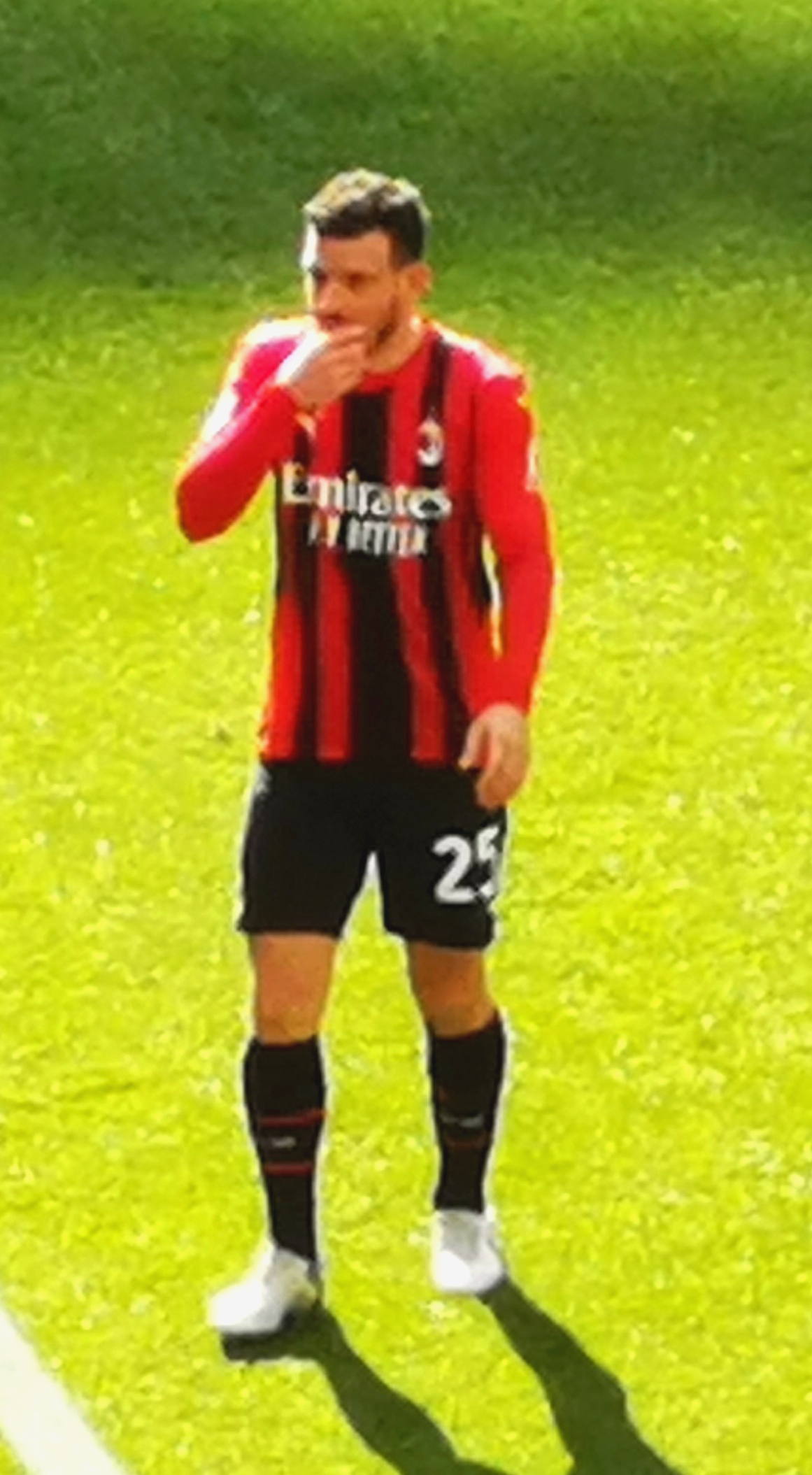
Florenzi al Milan nel 2022

Il 21 agosto 2021, a 30 anni, viene ceduto al Milan in prestito con diritto di riscatto. Debutta con i lombardi due giorni più tardi, nel successo di campionato contro la Sampdoria (1-0). Esordisce in Champions League con il Milan il 15 settembre nella trasferta contro il Liverpool (3-2). Il 22 dicembre mette a referto la sua prima marcatura in rossonero, realizzando un calcio di punizione contro l'Empoli (2-4). Il 4 aprile 2022 rimedia un infortunio al menisco sinistro che lo tiene lontano dal terreno di gioco per oltre un mese. Al rientro in campo, l’8 maggio, realizza il gol del definitivo 3-1 contro il Verona. Il 22 maggio, in virtù del successo esterno del Milan sul Sassuolo (0-3), vince il campionato italiano per la prima volta in carriera. Termina la stagione totalizzando 30 presenze e 2 reti in tutte le competizioni.
Il 1º luglio 2022 viene riscattato dalla società milanese, con la quale firma un contratto fino al 2025. La sua seconda stagione in rossonero è largamente condizionata da un lungo infortunio al tendine del bicipite femorale della coscia sinistra, occorsogli nella gara contro il Sassuolo (0-0) del 30 agosto, che lo tiene lontano dai campi di gioco per più di sei mesi; tornerà in campo il 13 marzo 2023 contro la Salernitana (1-1). Con la semifinale di Champions raggiunta in questa stagione, Florenzi diventa il primo calciatore italiano ad averne conquistate 3 con 3 squadre diverse dopo quelle raggiunte con la Roma nel 2018 e con il PSG nel 2021. Conclude la sua seconda stagione in rossonero con sole 6 presenze, tutte in Serie A.
Nella stagione 2023-2024, la sua terza in rossonero, cambia il numero di maglia optando per il 42 al posto del 25. Il 15 febbraio 2024 esordisce con il Milan in Europa League nella gara casalinga contro il Rennais (3-0), durante la quale fornisce un assist per la rete Ruben Loftus-Cheek. Torna al gol con i rossoneri in Serie A, due anni dopo l’ultima volta, il 5 maggio nel pareggio per 3-3 contro il Genoa. Nel corso della stagione, durante la quale gioca con continuità sia in campionato che nelle coppe (41 presenze tra tutte le competizioni), si alterna spesso con Davide Calabria sulla fascia destra.
All'inizio della stagione 2024-2025 si infortuna durante il ritiro estivo, e il 2 agosto 2024 viene operato in artroscopia per la ricostruzione del legamento crociato anteriore e la riparazione del menisco laterale del ginocchio destro. Il 6 gennaio 2025, vince la sua prima Supercoppa italiana, con il Milan e da quando gioca in Italia, a Riad contro l'Inter: il terzino, nonostante non sia stato convocato a causa del lungo stop, ha scelto comunque di viaggiare in Arabia Saudita per stare insieme alla squadra. Disputa la sua unica partita in stagione il 24 maggio seguente, subentrando nel secondo tempo della gara casalinga contro il Monza, ultima di campionato. Lascia quindi il club rossonero al termine della stagione, in seguito al mancato rinnovo del suo contratto, dopo quattro annate in cui ha collezionato in tutto 77 presenze e tre reti, e vinto uno Scudetto e una Supercoppa italiana.

### Nazionale

#### Nazionali giovanili
Convocato dal CT Ciro Ferrara, esordisce in nazionale Under-21 il 6 settembre 2011, nella partita di qualificazione all'Europeo Under-21 vinta 3-0 in trasferta contro l'Ungheria. Segna il suo primo gol con gli Azzurrini il 6 ottobre seguente, nella trasferta vinta contro il Liechtenstein (2-7).
Partecipa da titolare all'Europeo Under-21 2013 in Israele, dove nella seconda partita della fase a gironi segna un gol nella vittoria dell'Italia per 4-0 contro Israele. L'Italia guidata da Devis Mangia ottiene il secondo posto, perdendo la finale per 4-2 contro la Spagna.

#### Nazionale maggiore

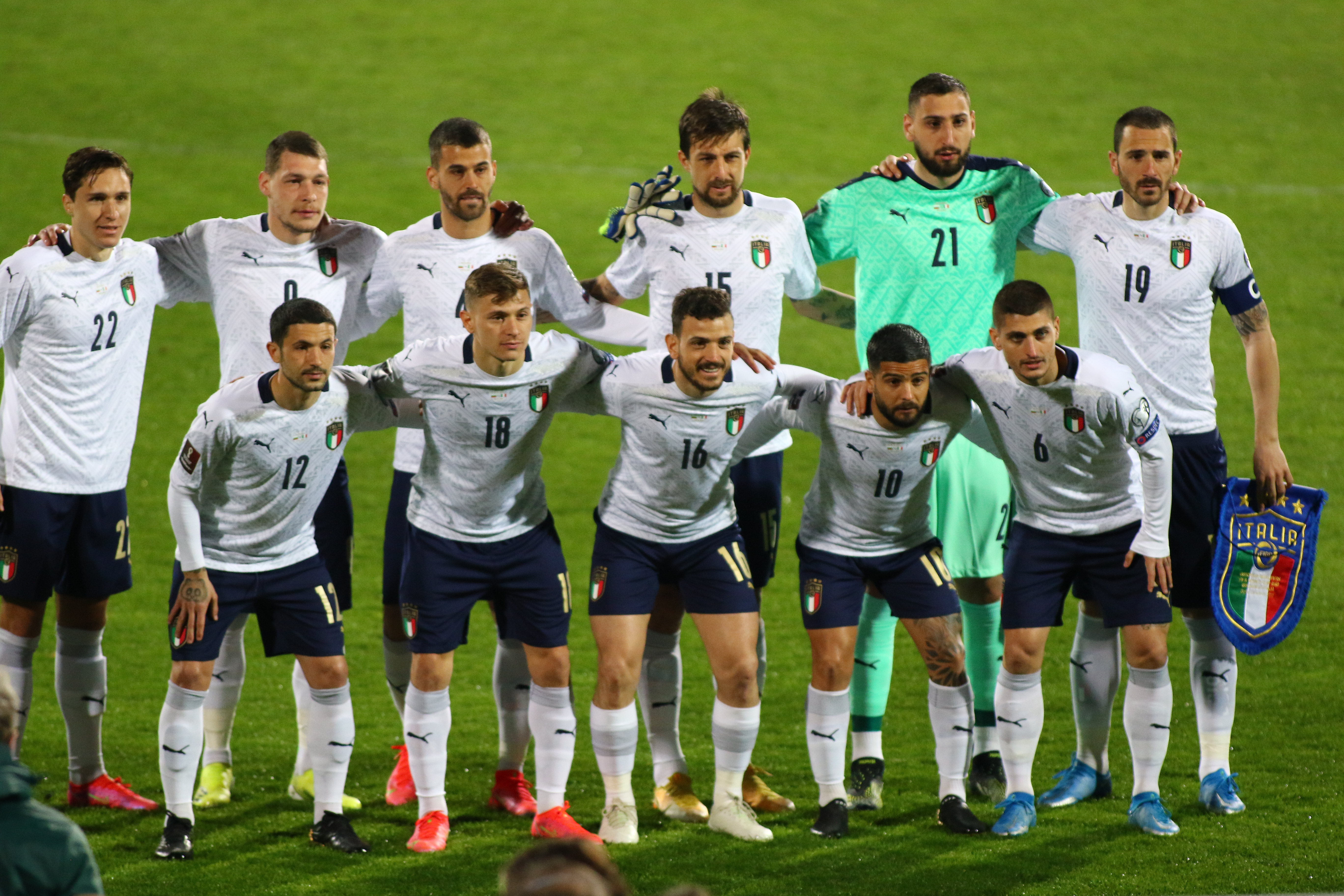
Florenzi (accosciato, al centro) in nazionale nel 2021

Riceve la prima convocazione in Nazionale da parte del CT Cesare Prandelli. Esordisce in Nazionale il 14 novembre 2012, a 21 anni, entrando in campo al posto di Montolivo nella partita amichevole Italia-Francia (1-2) disputata a Parma. Il 15 ottobre 2013 realizza la sua prima rete in Nazionale contro l'Armenia, siglando il gol del momentaneo 1-1 nell'ultima partita valida per le qualificazioni al Mondiale 2014.
Entra stabilmente nel gruppo degli Azzurri nella gestione del CT Antonio Conte, che lo impiega in 6 partite delle qualificazioni a Euro 2016, nelle quali realizza una rete nella vittoria contro la Norvegia il 13 ottobre 2015 allo stadio Olimpico.
Viene convocato per l'Europeo 2016 in Francia, dove ottiene quattro presenze da titolare nel torneo conclusosi per l'Italia ai quarti di finale con l'eliminazione ai rigori contro la Germania.
Dopo un anno di assenza dovuto al doppio infortunio al ginocchio, torna in nazionale il 13 novembre 2017 con il CT Ventura, giocando titolare nella partita di ritorno del play-off di qualificazione al Mondiale 2018 contro la Svezia, che elimina l'Italia.
Viene confermato nel nuovo corso del CT Roberto Mancini, nel quale diventa uno dei giocatori di maggiore esperienza. Mancini lo impiega come terzino destro in alcune gare della Nations League 2018-2019 e in quattro gare delle qualificazioni a Euro 2020. Il 15 novembre 2020 scende in campo per la prima volta con la fascia da capitano, nella partita di Nations League vinta 2-0 contro la Polonia a Reggio Emilia.
Nel giugno 2021 viene inserito nella lista dei convocati per il Campionato europeo. Parte titolare nella gara di esordio vinta 3-0 contro la Turchia, ma è costretto ad uscire all'intervallo a causa di un infortunio al polpaccio. Sostituito da Di Lorenzo durante la manifestazione, torna in campo per pochi minuti nel secondo tempo supplementare della finale di Wembley vinta ai rigori contro l'Inghilterra, laureandosi campione d'Europa.
Il 24 marzo 2022 viene schierato titolare nella partita di semifinale degli spareggi per la qualificazione al campionato del mondo 2022, persa 1-0 contro la Macedonia del Nord a Palermo, che sancisce l'eliminazione dell'Italia.

## Statistiche

### Presenze e reti nei club
Statistiche aggiornate al 24 giugno 2025.
| Stagione        | Squadra             | Campionato      | Campionato | Campionato | Coppe nazionali | Coppe nazionali | Coppe nazionali | Coppe continentali | Coppe continentali | Coppe continentali | Altre coppe | Altre coppe | Altre coppe | Totale | Totale |
| Stagione        | Squadra             | Comp            | Pres       | Reti       | Comp            | Pres            | Reti            | Comp               | Pres               | Reti               | Comp        | Pres        | Reti        | Pres   | Reti   |
| --------------- | ------------------- | --------------- | ---------- | ---------- | --------------- | --------------- | --------------- | ------------------ | ------------------ | ------------------ | ----------- | ----------- | ----------- | ------ | ------ |
| 2010-2011       | Roma                | A               | 1          | 0          | CI              | 0               | 0               | UCL                | 0                  | 0                  | SI          | -           | -           | 1      | 0      |
| 2011-2012       | Crotone             | B               | 35         | 11         | CI              | 2               | 0               | -                  | -                  | -                  | -           | -           | -           | 37     | 11     |
| 2012-2013       | Roma                | A               | 36         | 3          | CI              | 3               | 1               | -                  | -                  | -                  | -           | -           | -           | 39     | 4      |
| 2013-2014       | Roma                | A               | 37         | 6          | CI              | 4               | 0               | -                  | -                  | -                  | -           | -           | -           | 41     | 6      |
| 2014-2015       | Roma                | A               | 35         | 5          | CI              | 1               | 0               | UCL+UEL            | 6+3                | 0                  | -           | -           | -           | 45     | 5      |
| 2015-2016       | Roma                | A               | 33         | 7          | CI              | 1               | 0               | UCL                | 8                  | 1                  | -           | -           | -           | 42     | 8      |
| 2016-2017       | Roma                | A               | 9          | 0          | CI              | 0               | 0               | UCL+UEL            | 1+3                | 0+1                | -           | -           | -           | 13     | 1      |
| 2017-2018       | Roma                | A               | 32         | 1          | CI              | 0               | 0               | UCL                | 10                 | 0                  | -           | -           | -           | 42     | 1      |
| 2018-2019       | Roma                | A               | 29         | 3          | CI              | 1               | 0               | UCL                | 8                  | 0                  | -           | -           | -           | 38     | 3      |
| 2019-gen. 2020  | Roma                | A               | 14         | 0          | CI              | 2               | 0               | UEL                | 2                  | 0                  | -           | -           | -           | 18     | 0      |
| Totale Roma     | Totale Roma         | Totale Roma     | 226        | 25         |                 | 12              | 1               |                    | 41                 | 2                  |             | 0           | 0           | 279    | 28     |
| gen.-giu. 2020  | Valencia            | PD              | 12         | 0          | CR              | 1               | 0               | UCL                | 1                  | 0                  | -           | -           | -           | 14     | 0      |
| 2020-2021       | Paris Saint-Germain | L1              | 21         | 2          | CF              | 4               | 0               | UCL                | 10                 | 0                  | SF          | 1           | 0           | 36     | 2      |
| 2021-2022       | Milan               | A               | 24         | 2          | CI              | 2               | 0               | UCL                | 4                  | 0                  | -           | -           | -           | 30     | 2      |
| 2022-2023       | Milan               | A               | 6          | 0          | CI              | 0               | 0               | UCL                | 0                  | 0                  | SI          | 0           | 0           | 6      | 0      |
| 2023-2024       | Milan               | A               | 31         | 1          | CI              | 1               | 0               | UCL+UEL            | 4+4                | 0                  | -           | -           | -           | 40     | 1      |
| 2024-2025       | Milan               | A               | 1          | 0          | CI              | -               | -               | UCL                | 0                  | 0                  | SI          | -           | -           | 1      | 0      |
| Totale Milan    | Totale Milan        | Totale Milan    | 62         | 3          |                 | 3               | 0               |                    | 12                 | 0                  |             | 0           | 0           | 77     | 3      |
| Totale carriera | Totale carriera     | Totale carriera | 356        | 41         |                 | 22              | 1               |                    | 64                 | 2                  |             | 1           | 0           | 443    | 43     |

### Cronologia presenze e reti in nazionale
| Cronologia completa delle presenze e delle reti in nazionale ― Italia | Cronologia completa delle presenze e delle reti in nazionale ― Italia | Cronologia completa delle presenze e delle reti in nazionale ― Italia | Cronologia completa delle presenze e delle reti in nazionale ― Italia | Cronologia completa delle presenze e delle reti in nazionale ― Italia | Cronologia completa delle presenze e delle reti in nazionale ― Italia | Cronologia completa delle presenze e delle reti in nazionale ― Italia | Cronologia completa delle presenze e delle reti in nazionale ― Italia |
| Data                                                                  | Città                                                                 | In casa                                                               | Risultato                                                             | Ospiti                                                                | Competizione                                                          | Reti                                                                  | Note                                                                  |
| --------------------------------------------------------------------- | --------------------------------------------------------------------- | --------------------------------------------------------------------- | --------------------------------------------------------------------- | --------------------------------------------------------------------- | --------------------------------------------------------------------- | --------------------------------------------------------------------- | --------------------------------------------------------------------- |
| 14-11-2012                                                            | Parma                                                                 | Italia                                                                | 1 – 2                                                                 | Francia                                                               | Amichevole                                                            | -                                                                     | 51’                                                                   |
| 6-2-2013                                                              | Amsterdam                                                             | Paesi Bassi                                                           | 1 – 1                                                                 | Italia                                                                | Amichevole                                                            | -                                                                     | 46’                                                                   |
| 14-8-2013                                                             | Roma                                                                  | Italia                                                                | 1 – 2                                                                 | Argentina                                                             | Amichevole                                                            | -                                                                     | 46’                                                                   |
| 15-10-2013                                                            | Napoli                                                                | Italia                                                                | 2 – 2                                                                 | Armenia                                                               | Qual. Mondiali 2014                                                   | 1                                                                     | 61’                                                                   |
| 9-9-2014                                                              | Oslo                                                                  | Norvegia                                                              | 0 – 2                                                                 | Italia                                                                | Qual. Euro 2016                                                       | -                                                                     | 41’ 85’                                                               |
| 10-10-2014                                                            | Palermo                                                               | Italia                                                                | 2 – 1                                                                 | Azerbaigian                                                           | Qual. Euro 2016                                                       | -                                                                     | 77’                                                                   |
| 13-10-2014                                                            | Ta' Qali                                                              | Malta                                                                 | 0 – 1                                                                 | Italia                                                                | Qual. Euro 2016                                                       | -                                                                     | 59’                                                                   |
| 31-3-2015                                                             | Torino                                                                | Italia                                                                | 1 – 1                                                                 | Inghilterra                                                           | Amichevole                                                            | -                                                                     | 60’                                                                   |
| 6-9-2015                                                              | Palermo                                                               | Italia                                                                | 1 – 0                                                                 | Bulgaria                                                              | Qual. Euro 2016                                                       | -                                                                     | 73’                                                                   |
| 10-10-2015                                                            | Baku                                                                  | Azerbaigian                                                           | 1 – 3                                                                 | Italia                                                                | Qual. Euro 2016                                                       | -                                                                     | 74’                                                                   |
| 13-10-2015                                                            | Roma                                                                  | Italia                                                                | 2 – 1                                                                 | Norvegia                                                              | Qual. Euro 2016                                                       | 1                                                                     |                                                                       |
| 13-11-2015                                                            | Bruxelles                                                             | Belgio                                                                | 3 – 1                                                                 | Italia                                                                | Amichevole                                                            | -                                                                     | 80’                                                                   |
| 17-11-2015                                                            | Bologna                                                               | Italia                                                                | 2 – 2                                                                 | Romania                                                               | Amichevole                                                            | -                                                                     |                                                                       |
| 24-3-2016                                                             | Udine                                                                 | Italia                                                                | 1 – 1                                                                 | Spagna                                                                | Amichevole                                                            | -                                                                     | 89’                                                                   |
| 29-3-2016                                                             | Monaco di Baviera                                                     | Germania                                                              | 4 – 1                                                                 | Italia                                                                | Amichevole                                                            | -                                                                     | 65’                                                                   |
| 29-5-2016                                                             | Ta' Qali                                                              | Italia                                                                | 1 – 0                                                                 | Scozia                                                                | Amichevole                                                            | -                                                                     |                                                                       |
| 6-6-2016                                                              | Verona                                                                | Italia                                                                | 2 – 0                                                                 | Finlandia                                                             | Amichevole                                                            | -                                                                     | 69’                                                                   |
| 17-6-2016                                                             | Tolosa                                                                | Italia                                                                | 1 – 0                                                                 | Svezia                                                                | Euro 2016 - 1º turno                                                  | -                                                                     | 85’                                                                   |
| 22-6-2016                                                             | Lilla                                                                 | Italia                                                                | 0 – 1                                                                 | Irlanda                                                               | Euro 2016 - 1º turno                                                  | -                                                                     |                                                                       |
| 27-6-2016                                                             | Saint-Denis                                                           | Italia                                                                | 2 – 0                                                                 | Spagna                                                                | Euro 2016 - Ottavi di finale                                          | -                                                                     | 84’                                                                   |
| 2-7-2016                                                              | Bordeaux                                                              | Germania                                                              | 1 – 1 dts (6 – 5 dtr)                                                 | Italia                                                                | Euro 2016 - Quarti di finale                                          | -                                                                     | 86’                                                                   |
| 1-9-2016                                                              | Bari                                                                  | Italia                                                                | 1 – 3                                                                 | Francia                                                               | Amichevole                                                            | -                                                                     | 58’                                                                   |
| 5-9-2016                                                              | Haifa                                                                 | Israele                                                               | 1 – 3                                                                 | Italia                                                                | Qual. Mondiali 2018                                                   | -                                                                     | 67’                                                                   |
| 6-10-2016                                                             | Torino                                                                | Italia                                                                | 1 – 1                                                                 | Spagna                                                                | Qual. Mondiali 2018                                                   | -                                                                     |                                                                       |
| 13-11-2017                                                            | Milano                                                                | Italia                                                                | 0 – 0                                                                 | Svezia                                                                | Qual. Mondiali 2018                                                   | -                                                                     |                                                                       |
| 23-3-2018                                                             | Manchester                                                            | Italia                                                                | 0 – 2                                                                 | Argentina                                                             | Amichevole                                                            | -                                                                     | 61’                                                                   |
| 28-5-2018                                                             | San Gallo                                                             | Arabia Saudita                                                        | 1 – 2                                                                 | Italia                                                                | Amichevole                                                            | -                                                                     | 67’                                                                   |
| 1-6-2018                                                              | Nizza                                                                 | Francia                                                               | 3 – 1                                                                 | Italia                                                                | Amichevole                                                            | -                                                                     | 74’                                                                   |
| 10-10-2018                                                            | Genova                                                                | Italia                                                                | 1 – 1                                                                 | Ucraina                                                               | Amichevole                                                            | -                                                                     | 84’                                                                   |
| 14-10-2018                                                            | Chorzów                                                               | Polonia                                                               | 0 – 1                                                                 | Italia                                                                | UEFA Nations League 2018-2019 - 1º turno                              | -                                                                     | 83’                                                                   |
| 17-11-2018                                                            | Milano                                                                | Italia                                                                | 0 – 0                                                                 | Portogallo                                                            | UEFA Nations League 2018-2019 - 1º turno                              | -                                                                     |                                                                       |
| 8-6-2019                                                              | Atene                                                                 | Grecia                                                                | 0 – 3                                                                 | Italia                                                                | Qual. Euro 2020                                                       | -                                                                     |                                                                       |
| 5-9-2019                                                              | Erevan                                                                | Armenia                                                               | 1 – 3                                                                 | Italia                                                                | Qual. Euro 2020                                                       | -                                                                     |                                                                       |
| 8-9-2019                                                              | Tampere                                                               | Finlandia                                                             | 1 – 2                                                                 | Italia                                                                | Qual. Euro 2020                                                       | -                                                                     | 8’                                                                    |
| 15-11-2019                                                            | Zenica                                                                | Bosnia ed Erzegovina                                                  | 0 – 3                                                                 | Italia                                                                | Qual. Euro 2020                                                       | -                                                                     |                                                                       |
| 4-9-2020                                                              | Firenze                                                               | Italia                                                                | 1 – 1                                                                 | Bosnia ed Erzegovina                                                  | UEFA Nations League 2020-2021 - 1º turno                              | -                                                                     |                                                                       |
| 11-10-2020                                                            | Danzica                                                               | Polonia                                                               | 0 – 0                                                                 | Italia                                                                | UEFA Nations League 2020-2021 - 1º turno                              | -                                                                     |                                                                       |
| 14-10-2020                                                            | Bergamo                                                               | Italia                                                                | 1 – 1                                                                 | Paesi Bassi                                                           | UEFA Nations League 2020-2021 - 1º turno                              | -                                                                     | 72’                                                                   |
| 15-11-2020                                                            | Reggio Emilia                                                         | Italia                                                                | 2 – 0                                                                 | Polonia                                                               | UEFA Nations League 2020-2021 - 1º turno                              | -                                                                     | Cap. 88’                                                              |
| 18-11-2020                                                            | Sarajevo                                                              | Bosnia ed Erzegovina                                                  | 0 – 2                                                                 | Italia                                                                | UEFA Nations League 2020-2021 - 1º turno                              | -                                                                     | Cap. 46’                                                              |
| 25-3-2021                                                             | Parma                                                                 | Italia                                                                | 2 – 0                                                                 | Irlanda del Nord                                                      | Qual. Mondiali 2022                                                   | -                                                                     |                                                                       |
| 28-3-2021                                                             | Sofia                                                                 | Bulgaria                                                              | 0 – 2                                                                 | Italia                                                                | Qual. Mondiali 2022                                                   | -                                                                     | 67’                                                                   |
| 4-6-2021                                                              | Bologna                                                               | Italia                                                                | 4 – 0                                                                 | Rep. Ceca                                                             | Amichevole                                                            | -                                                                     | 86’                                                                   |
| 11-6-2021                                                             | Roma                                                                  | Turchia                                                               | 0 – 3                                                                 | Italia                                                                | Euro 2020 - 1º turno                                                  | -                                                                     | 46’                                                                   |
| 11-7-2021                                                             | Londra                                                                | Italia                                                                | 1 – 1 dts (3 – 2 dtr)                                                 | Inghilterra                                                           | Euro 2020 - Finale                                                    | -                                                                     | 118’                                                                  |
| 2-9-2021                                                              | Firenze                                                               | Italia                                                                | 1 – 1                                                                 | Bulgaria                                                              | Qual. Mondiali 2022                                                   | -                                                                     | 64’                                                                   |
| 24-3-2022                                                             | Palermo                                                               | Italia                                                                | 0 – 1                                                                 | Macedonia del Nord                                                    | Qual. Mondiali 2022                                                   | -                                                                     |                                                                       |
| 4-6-2022                                                              | Bologna                                                               | Italia                                                                | 1 – 1                                                                 | Germania                                                              | UEFA Nations League 2022-2023 - 1º turno                              | -                                                                     | Cap. 62’                                                              |
| 11-6-2022                                                             | Wolverhampton                                                         | Inghilterra                                                           | 0 – 0                                                                 | Italia                                                                | UEFA Nations League 2022-2023 - 1º turno                              | -                                                                     | 87’                                                                   |
| Totale                                                                |                                                                       | Presenze                                                              | 49                                                                    |                                                                       | Reti                                                                  | 2                                                                     |                                                                       |

| Cronologia completa delle presenze e delle reti in nazionale ― Italia under 21 | Cronologia completa delle presenze e delle reti in nazionale ― Italia under 21 | Cronologia completa delle presenze e delle reti in nazionale ― Italia under 21 | Cronologia completa delle presenze e delle reti in nazionale ― Italia under 21 | Cronologia completa delle presenze e delle reti in nazionale ― Italia under 21 | Cronologia completa delle presenze e delle reti in nazionale ― Italia under 21 | Cronologia completa delle presenze e delle reti in nazionale ― Italia under 21 | Cronologia completa delle presenze e delle reti in nazionale ― Italia under 21 |
| Data                                                                           | Città                                                                          | In casa                                                                        | Risultato                                                                      | Ospiti                                                                         | Competizione                                                                   | Reti                                                                           | Note                                                                           |
| ------------------------------------------------------------------------------ | ------------------------------------------------------------------------------ | ------------------------------------------------------------------------------ | ------------------------------------------------------------------------------ | ------------------------------------------------------------------------------ | ------------------------------------------------------------------------------ | ------------------------------------------------------------------------------ | ------------------------------------------------------------------------------ |
| 6-9-2011                                                                       | Székesfehérvár                                                                 | Ungheria under 21                                                              | 0 – 3                                                                          | Italia under 21                                                                | Qual. Europeo Under-21 2013                                                    | -                                                                              |                                                                                |
| 6-10-2011                                                                      | Vaduz                                                                          | Liechtenstein under 21                                                         | 2 – 7                                                                          | Italia under 21                                                                | Qual. Europeo Under-21 2013                                                    | 1                                                                              |                                                                                |
| 11-10-2011                                                                     | Rieti                                                                          | Italia under 21                                                                | 2 – 0                                                                          | Turchia under 21                                                               | Qual. Europeo Under-21 2013                                                    | -                                                                              |                                                                                |
| 10-11-2011                                                                     | Istanbul                                                                       | Turchia under 21                                                               | 0 – 2                                                                          | Italia under 21                                                                | Qual. Europeo Under-21 2013                                                    | -                                                                              |                                                                                |
| 15-11-2011                                                                     | Casarano                                                                       | Italia under 21                                                                | 2 – 0                                                                          | Ungheria under 21                                                              | Qual. Europeo Under-21 2013                                                    | -                                                                              |                                                                                |
| 28-2-2012                                                                      | Cannes                                                                         | Francia under 21                                                               | 1 – 1                                                                          | Italia under 21                                                                | Amichevole                                                                     | -                                                                              |                                                                                |
| 25-4-2012                                                                      | Edimburgo                                                                      | Scozia under 21                                                                | 1 – 4                                                                          | Italia under 21                                                                | Amichevole                                                                     | 1                                                                              |                                                                                |
| 4-6-2012                                                                       | Sligo                                                                          | Irlanda under 21                                                               | 2 – 2                                                                          | Italia under 21                                                                | Qual. Europeo Under-21 2013                                                    | -                                                                              |                                                                                |
| 15-8-2012                                                                      | Leeuwarden                                                                     | Paesi Bassi under 21                                                           | 0 – 3                                                                          | Italia under 21                                                                | Amichevole                                                                     | 1                                                                              |                                                                                |
| 6-9-2012                                                                       | Casarano                                                                       | Italia under 21                                                                | 7 – 0                                                                          | Liechtenstein under 21                                                         | Qual. Europeo Under-21 2013                                                    | -                                                                              |                                                                                |
| 12-10-2012                                                                     | Pescara                                                                        | Italia under 21                                                                | 1 – 0                                                                          | Svezia under 21                                                                | Qual. Europeo Under-21 2013                                                    | -                                                                              |                                                                                |
| 16-10-2012                                                                     | Kalmar                                                                         | Svezia under 21                                                                | 2 – 3                                                                          | Italia under 21                                                                | Qual. Europeo Under-21 2013                                                    | 1                                                                              |                                                                                |
| 22-3-2013                                                                      | Cittadella                                                                     | Italia under 21                                                                | 2 – 0                                                                          | Russia under 21                                                                | Amichevole                                                                     | -                                                                              |                                                                                |
| 5-6-2013                                                                       | Tel Aviv                                                                       | Inghilterra under 21                                                           | 0 – 1                                                                          | Italia under 21                                                                | Europeo Under-21 2013 - 1º turno                                               | -                                                                              |                                                                                |
| 8-6-2013                                                                       | Tel Aviv                                                                       | Italia under 21                                                                | 4 – 0                                                                          | Israele under 21                                                               | Europeo Under-21 2013 - 1º turno                                               | 1                                                                              |                                                                                |
| 11-6-2013                                                                      | Tel Aviv                                                                       | Italia under 21                                                                | 1 – 1                                                                          | Norvegia under 21                                                              | Europeo Under-21 2013 - 1º turno                                               | -                                                                              |                                                                                |
| 15-6-2013                                                                      | Petah Tiqwa                                                                    | Italia under 21                                                                | 1 – 0                                                                          | Paesi Bassi under 21                                                           | Europeo Under-21 2013 - Semifinale                                             | -                                                                              |                                                                                |
| 18-6-2013                                                                      | Gerusalemme                                                                    | Italia under 21                                                                | 2 – 4                                                                          | Spagna under 21                                                                | Europeo Under-21 2013 - Finale                                                 | -                                                                              |                                                                                |
| Totale                                                                         |                                                                                | Presenze                                                                       | 18                                                                             |                                                                                | Reti                                                                           | 5                                                                              |                                                                                |

## Palmarès

### Club

#### Competizioni giovanili
- Campionato Primavera: 1

Roma: 2010-2011

#### Competizioni nazionali
- Supercoppa francese: 1

Paris Saint-Germain: 2020
- Coppa di Francia: 1

Paris Saint-Germain: 2020-2021
- Campionato italiano: 1

Milan: 2021-2022
- Supercoppa italiana: 1

Milan: 2024

### Nazionale
- Campionato d'Europa: 1

Europa 2020

### Individuale
- Pallone d'argento: 1

2015-2016
- Premi Lega Serie A: 1

Miglior gesto di fair-play: 2023-2024